# Grayling (Michigan)
Pour les articles homonymes, voir Grayling.
Grayling (en anglais [ɡreɪlɪŋ]) est une ville américaine située dans le nord de la péninsule inférieure de l'État du Michigan. Elle est le siège du comté de Crawford. Lors du recensement de 2000, la ville comptait 1 952 habitants.

## Personnalités liées à la ville
Le cinéaste Norman Z. McLeod y est né le 20 septembre 1898.
L'écrivain Jim Harrison y est né le 11 décembre 1937.